# Рок Тічар
Рок Тічар (словен. Rok Tičar; 3 травня 1989, м. Єсениці, Югославія) — словенський хокеїст, центральний нападник. Виступає за «Крефельд Пінгвін» у Німецькій хокейній лізі.
Вихованець хокейної школи ХК «Єсеніце». Виступав за ХК «Кранська Гора», ХК «Тімро», ХК «Єсеніце».
У складі національної збірної Словенії учасник чемпіонатів світу 2009 (дивізіон I), 2010 (дивізіон I) і 2011. У складі молодіжної збірної Словенії учасник чемпіонатів світу 2008 (дивізіон I) і 2009 (дивізіон I). У складі юніорської збірної Словенії учасник чемпіонатів світу 2006 (дивізіон I) і 2007 (дивізіон I).
Досягнення
- Чемпіон Словенії (2010, 2011).